# Бекетов, Михаил Петрович
Михаил Петрович Бекетов (род. 12 ноября 1953 года, КазССР, СССР) — советский и российский художник монументального и декоративно-прикладного искусства, член-корреспондент РАХ (2021).

## Биография
Родился 12 ноября 1953 года, живёт и работает в Ярославле.
В 1974 году — окончил Алма-Атинское художественное училище, в 1982 году — окончил Московское высшее художественно-промышленное училище (сейчас — Строгановское).
С 1985 года — член Союза художников СССР, России, с 2003 года — член Союза дизайнеров России.
С 1982 по 1989 годы — работал в мастерских художественного фонда в Казахстане.
С 2013 по 2019 годы — руководитель международных симпозиумов по ленд-арту в Словакии (Гановце), Казахстане (Берел), России (Хабаровский край, Дальний восток, Красный яр).
С 2014 по 2019 годы — куратор международных выставочных проектов в Ярославле «Театр как арт-объект», «Прогулки Pro Голландию», «Зазеркалье и игра с зеркалами», «Art-матрица».
В 2021 году — избран членом-корреспондентом Российской академии художеств от Отделения дизайна.

## Творческая деятельность
Работы в области монументального искусства: монумент «Хоккейное братство» в Ярославле (в соавторстве с Владимиром Кауровым и Владимиром Демьяненко, 2011 год), икона «Богоматерь Всех Скорбящих Радость» (2017).
Станковые работы: «Контрабас-Властелин» (2000, эмаль, медь, дерево, кожа), «Летун» (2010, латунь, медь, эмаль), «Бонапарт» (2012), светильник «Сфинкс» (2013, цветное стекло, высота — 70 см), «Райская груша» (2013, горячая эмаль, латунь, стекло, высота — 70 см), «Звездный пахарь» (2016, эмаль, медь, дерево), «Джунагарские ворота» (2022, эмаль, медь, сталь), «Космос. Рождение планеты» (2022, сталь, эмаль), «Регата-22» (2022, дерево выпиловка плоский рельеф).
Работы находятся в собраниях музеев и частных коллекций в России и за рубежом. Участник международных симпозиумов и конкурсов по горячей эмали во Франции, Италии, Венгрии, Германии, России.

## Награды
- Заслуженный художник Российской Федерации (2023)[2]
- Государственная премия Правительства Российской Федерации в области культуры (совместно с В. Н. Демьяненко, В. Г. Кауровым, за 2014 год) — за создание концепции монумента «Хоккейное братство»[3]
- Лауреат премии центрального федерального округа в области литературы и искусства (2013)

Общественные награды

- лауреат областных премий имени Опекушина и братьев Оловянишниковых (2003, 2013)
- стипендиат Союза художников России (2017)
- Золотая медаль «Духовность. Традиции. Мастерство» СХР (2018)
- Почётная грамота Министерства культуры РФ (2014)

Награды РАХ

- Диплом (2004)
- Серебряная медаль РАХ (2008)